# Cracovia (piłka nożna) w europejskich pucharach
Występy w europejskich pucharach polskiego klubu piłkarskiego Cracovia.
Legenda do wszystkich tabel:
- Q – runda eliminacyjna, 1/16, 1/8, 1/4, 1/2 – odpowiednia faza rozgrywek, Grupa – runda grupowa, 1r gr – pierwsza runda grupowa, 2r gr – druga runda grupowa, F – finał, R – runda, PO – play-off
- k. – rzuty karne, los. – losowanie, Dogr. – dogrywka, w. – zasada bramek strzelonych na wyjeździe

## Wykaz spotkań pucharowych
| Sezon   | Rozgrywki   | Runda | Klub                     | Dom     | Wyjazd  | Ogólnie       |
| ------- | ----------- | ----- | ------------------------ | ------- | ------- | ------------- |
| 2016/17 | Liga Europy | 1Q    | FK Shkëndija             | 1–2     | 0–2     | 1–4           |
| 2019/20 | Liga Europy | 1Q    | DAC 1904 Dunajská Streda | 2–2     | 1–1     | 3–3 dogr., w. |
| 2020/21 | Liga Europy | 1Q    | Malmö FF                 | 0–2 (W) | 0–2 (W) | 0–2 (W)       |

### Puchar Intertoto
| Sezon | Rozgrywki        | Runda | Klub                | Dom | Wyjazd | Ogólnie    |
| ----- | ---------------- | ----- | ------------------- | --- | ------ | ---------- |
| 1983  | Puchar Intertoto | Grupa | Videoton SC         | 1–3 | 0–6    | 3. miejsce |
| 1983  | Puchar Intertoto | Grupa | Rudá Hvězda Cheb    | 0–2 | 0–2    | 3. miejsce |
| 1983  | Puchar Intertoto | Grupa | Sturm Graz          | 1–1 | 2–0    | 3. miejsce |
| 2008  | Puchar Intertoto | 1R    | Szachcior Soligorsk | 1–2 | 0–3    | 1–5        |

## Szczegóły spotkań

### Liga Europy

#### Liga Europy UEFA (2016/2017)

##### I runda eliminacyjna
| 30 czerwca 2016 | FK Shkëndija · Ibraimi 41' · Júnior 68' | 2:0(1:0)Raport | Cracovia | Arena Narodowa, Skopje Widzów: 5000 Sędzia: Sándor Andó-Szabó (Węgry) |
|                 |                                         |                |          |                                                                       |

| 7 lipca 2016 | Cracovia · Cetnarski 68' | 1:20:1Raport | FK Shkëndija · Ibraimi 13' · Hasani 90' | Stadion Cracovii, Kraków Widzów: 7122 Sędzia: Gunnar Jarl Jónsson (Islandia) |
|              |                          |              |                                         |                                                                              |

#### Liga Europy UEFA (2019/2020)

##### I runda eliminacyjna
| 11 lipca 2019 | DAC 1904 Dunajská Streda · Divković 44' | 1:1(1:1)Raport | Cracovia · Kružliak 40' (sam.) | MOL Aréna, Dunajská Streda Widzów: 9860 Sędzia: Rade Obrenovič (Słowenia) |
|               |                                         |                |                                |                                                                           |

| 18 lipca 2019 | Cracovia · Lopes 2' · Davis 120' (sam.) | 2:21:0Raport | DAC 1904 Dunajská Streda · Ronan 47' · Ramírez 94' | Stadion Cracovii, Kraków Widzów: 13 245 Sędzia: Athanássios Tzílos (Grecja) |
|               |                                         |              |                                                    |                                                                             |

#### Liga Europy UEFA (2020/2021)

##### I runda eliminacyjna
| 27 sierpnia 2020 | Malmö FF · Berget 1' · Rieks 44' | 2:0(2:0)Raport | Cracovia | Swedbank Stadion, Malmö Widzów: 0 Sędzia: Urs Schnyder (Szwajcaria) |
|                  |                                  |                |          |                                                                     |

### Puchar Intertoto
| sezon   | rozgrywki           | miejsce | mecze | zwycięstwa-remisy-porażki | bramki |
| 1983/84 | Puchar Lata grupa 9 | 3       | 6     | 1-1-4                     | 4-14   |
| 2008/09 | Puchar Intertoto    | 37-50   | 2     | 0-0-2                     | 1-5    |

#### Puchar Lata 1983

##### grupa 9
| 25 czerwca 1983 | Cracovia · Tobolik 15' | 1:3(1:2) | Videoton SC · Szabo 39' · Csuhay 43' · F.Horvath 90' | Stadion Cracovii, Kraków Widzów: 1 000 Sędzia: Kazimierz Kwiatkowski (Polska) |
|                 |                        |          |                                                      |                                                                               |

| 2 lipca 1983 | Sturm Graz | 0:2(0:1) | Cracovia · Surowiec 29' · Tobollik 88' | Sankt Josef Widzów: 3 000 Sędzia: Adolf Wukisewitsch (Austria) |
|              |            |          |                                        |                                                                |

| 9 lipca 1983 | Cracovia | 0:2(0:1) | Rudá Hvězda Cheb · Lindenthal 15' · Šišma 46' | Stadion Cracovii, Kraków Widzów: 2 000 Sędzia: Andrzej Libich (Polska) |
|              |          |          |                                               |                                                                        |

| 16 lipca 1983 | Rudá Hvězda Cheb · Lindenthal · Čermak | 2:0(1:0) | Cracovia | Sokolovo Widzów: 1 000 Sędzia: b.d. |
|               |                                        |          |          |                                     |

| 23 lipca 1983 | Cracovia · Józef Konieczny 25' (głową) | 1:1(1:0) | Sturm Graz · Bakota 70' (karny) | Stadion Cracovii, Kraków Widzów: 1 000 Sędzia: Maciej Madeja (Polska) |
|               |                                        |          |                                 |                                                                       |

| 30 lipca 1983 | Videoton SC · Szabo 20' (karny) · Diszti · Csuhay | 6:0(2:0) | Cracovia | Székesfehérvár Widzów: 1 000 Sędzia: b.d. |
|               |                                                   |          |          |                                           |

#### Puchar Intertoto 2008

##### I runda
| 21 czerwca 2008 | Cracovia · Nowak 26' | 1:2(1:0) | Szachtior Soligorsk · Lawonczyk 69' · Byczanok 73' | Stadion Cracovii, Kraków Widzów: 4 500 Sędzia: Joseph Attard (Malta) |
|                 |                      |          |                                                    |                                                                      |

| 29 czerwca 2008 | Szachtior Soligorsk · Kowalczuk 70' (karny) · Krot 90+1' · Nikifarenka 90+2' | 3:0(0:0) | Cracovia | Stadion Budaunik, Soligorsk Widzów: b.d. Sędzia: Akmalchan Chołmatow (Kazachstan) |
|                 |                                                                              |          |          |                                                                                   |